# Ruthven (Tomatin)

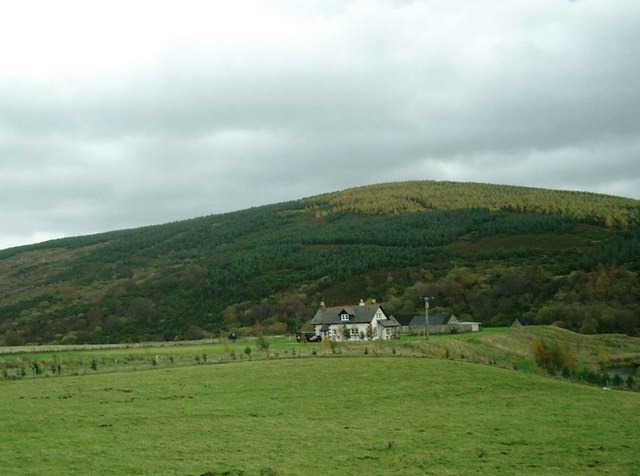
Haus in Ruthven

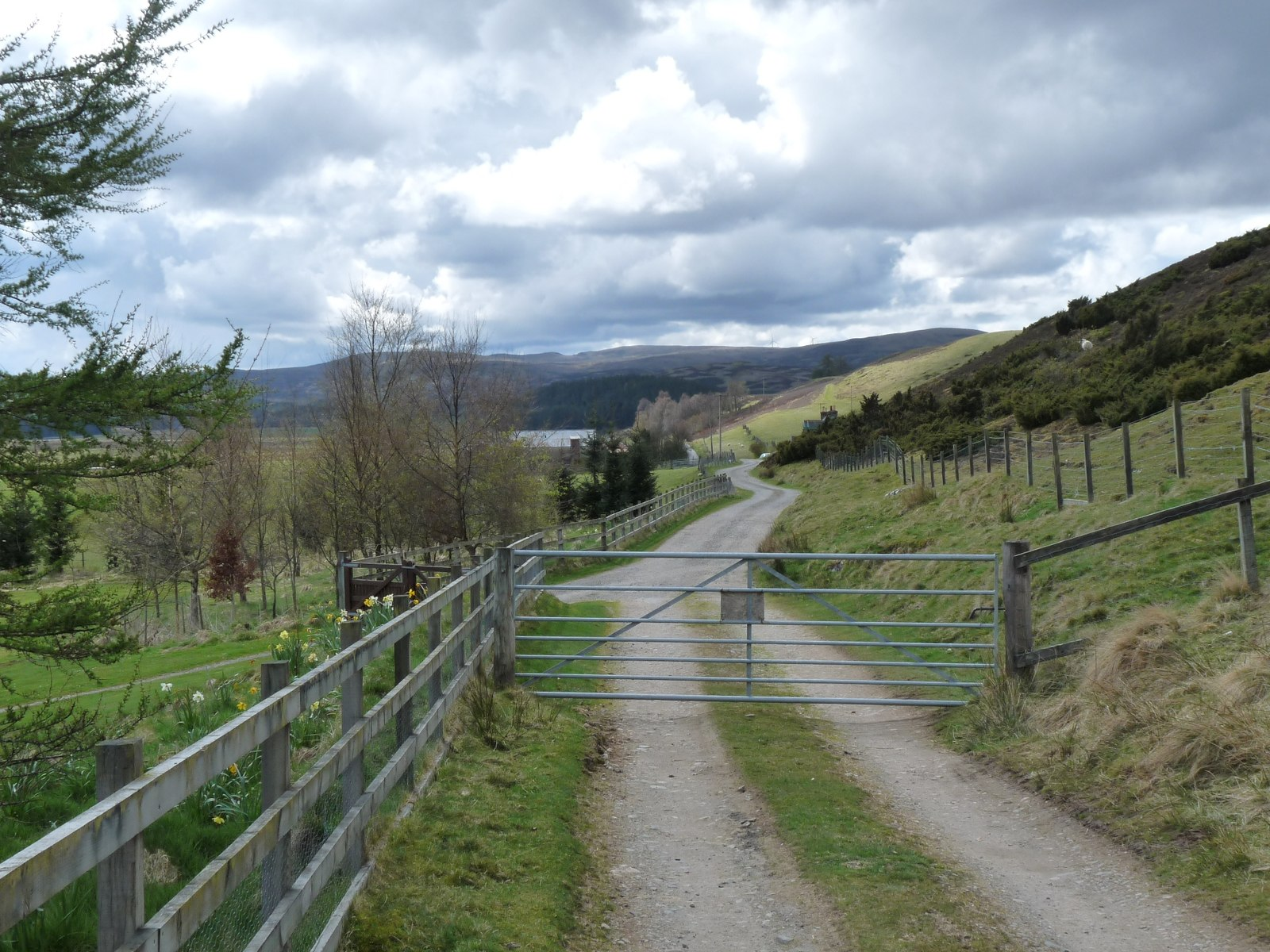
Straßenende in Ruthven

Ruthven ist eine kleine Ortschaft, die südöstlich von Inverness in der Region Highland im Norden von Schottland liegt. Im Rahmen der historischen Gliederung Schottlands in Civil Parishes zählt es zu Moy and Dalarossie, das zu Inverness-shire gehörte.

## Geographie
Ruthven liegt im Tal Strath Dearn oberhalb des westlichen, linken Ufers des Flusses River Findhorn, kurz nach der Mündung des Baches Funtack Burn. Der Ort liegt in einem ländlichen Umfeld, umfasst nur einige wenige Häuser und hat keine hervorgehobene Bedeutung. Eine ehemals auf der gegenüberliegenden Seite des Flusses liegende Besiedlung ist mittlerweile aufgeben worden.

## Verkehr
Verkehrstechnisch zu erreichen ist Ruthven über eine kurze Nebenstraße, die nördlich von Tomatin von der A9 in nordöstlicher Richtung abzweigt und im Ort endet.